# Aurora sul deserto
Aurora sul deserto (Another Dawn) è un film del 1937 diretto da William Dieterle.
La sceneggiatura si basa su Caesar's Wife di W. Somerset Maugham, pubblicato a Londra nel 1922.

## Produzione
Il film fu prodotto dalla Warner Bros.

## Distribuzione
Distribuito dalla Warner Bros., il film fu presentato in prima a New York il 18 giugno 1937, uscendo poi nelle sale cinematografiche degli Stati Uniti il 26 giugno di quell'anno.